# سوسری قهوه‌ای‌سوخته
سوسک قهوه‌ای‌دودی یا سوسک قهوه‌ای‌سوخته (نام علمی: Periplaneta fuliginosa) گونه‌ای بزرگ از سوسری‌های بالدار است که به طول ۳۲–۳۵ میلیمتر (۱٫۳–۱٫۴ اینچ) رشد می‌کند.

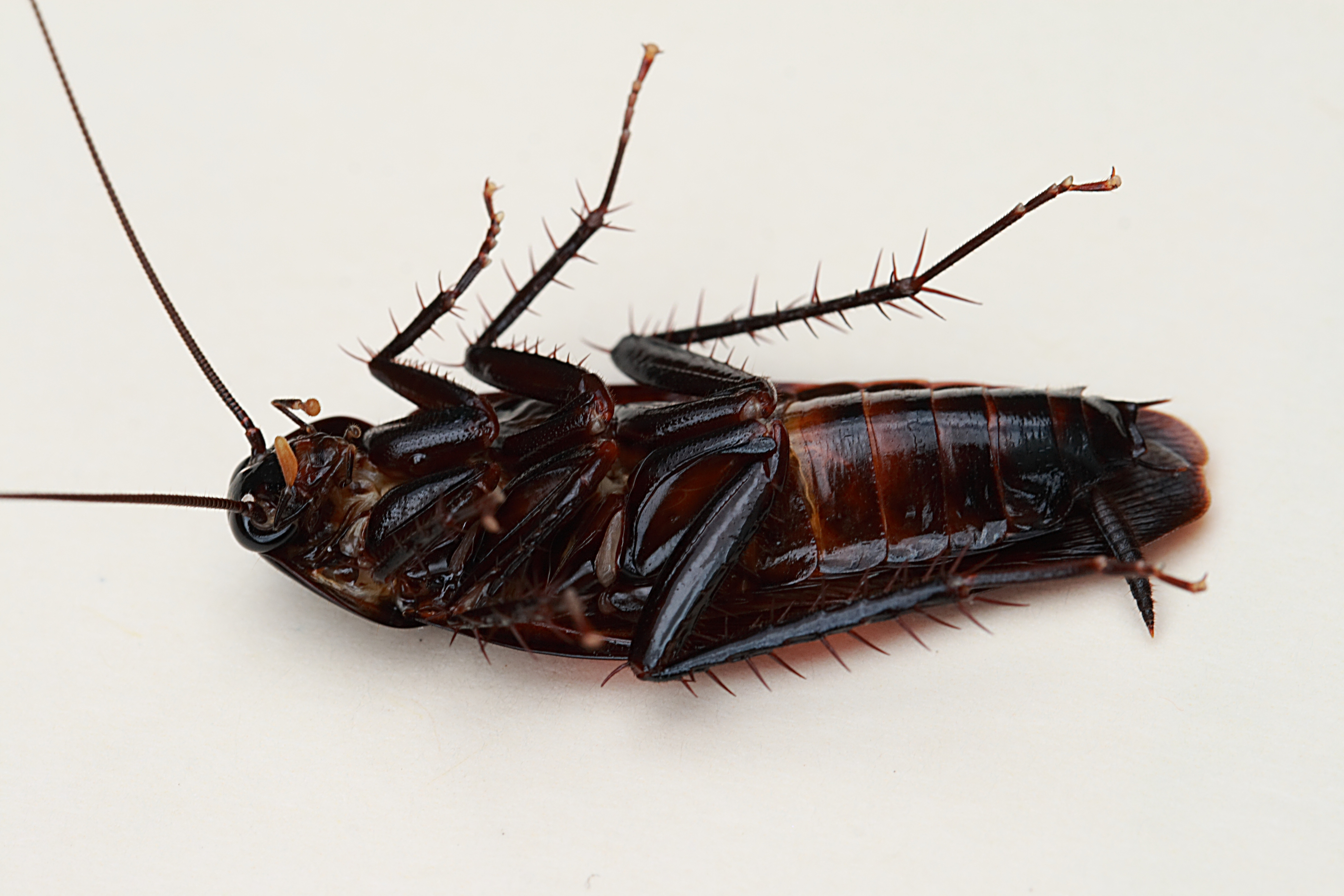
نمای شکمی P. fuliginosa